# 별량초등학교
별량초등학교는 대한민국 전라남도 순천시 별량면 봉림리에 있는 공립 초등학교이다.

## 학교 연혁
- 1922년 10월 10일 별량공립보통학교 개교(설립인가 2월 26일)
- 1938년 4월 1일 별량공립심상소학교로 개칭
- 1941년 4월 1일 별량공립국민학교로 개칭
- 1951년 9월 1일 별량국민학교로 개칭
- 1981년 3월 1일 병설유치원 개원
- 1985년 3월 10일 특수학급 1학급 개설
- 1993년 3월 1일 마산분교장 편입
- 1996년 3월 1일 별량동국민학교 통폐합
- 1996년 3월 1일 별량초등학교로 개칭
- 2000년 2월 18일 제75회 졸업(총 졸업생수 8,142명)
- 2000년 3월 1일 별량남초등학교 통폐합
- 2000년 3월 1일 송산분교장·송산초등학교 대룡분교장 편입
- 2001년 3월 1일 대룡분교장 통폐합
- 2009년 3월 1일 마산분교장 통폐합
- 2011년 3월 1일 송산초등학교 승격·분리
- 2014년 9월 1일 제31대 손종식 교장 부임
- 2016년 2월 16일 제91회 6학년 18명 졸업(총 8,664명), 제35회 유치원 졸업

## 참고 자료
- 별량초등학교 - 한국교육학술정보원 학교알리미